# Sezon snookerowy 2014/2015
Sezon snookerowy 2014/2015 – seria turniejów snookerowych rozgrywanych między 17 czerwca 2014 a 4 maja 2015 r.

## Gracze
W sezonie 2014/2015 zagra 128 profesjonalnych zawodników. 64 zawodników z rankingu zarobkowego na koniec poprzedniego sezonu. Kolejne 36 miejsc zostanie obsadzonych z automatu graczami, który w zeszył roku otrzymali kartę gry na dwa lata. Osiem kolejnych miejsc uzupełnią najlepsi gracze z rankingu europejskich turniejów PTC (European Tour Order of Merit), którzy nie zakwalifikowali się do gry z innej listy. Czterech najlepszych z cyklu azjatyckich turniejów PTC (Asian Tour Order of Merit), którzy nie zakwalifikowali się do gry z innej listy. Kolejne trzy miejsca zostaną obsadzone zawodnikami z EBSA Qualifying Tour Play-Offs, i kolejne osiem miejsc dla najlepszych zawodników z Q School. Reszta miejsc dla zawodników z turniejów amatorskich i nominowanych dziką kartą.
|  | Międzynarodowe mistrzostwa: 1. Mistrzostwa Świata w snookerze IBSF zwycięzca: Zhou Yuelong 2. Mistrzostwa Świata w snookerze IBSF do lat 21 zwycięzca: Lu Ning 3. Mistrzostwa Europy w snookerze EBSA zwycięzca: Mitchell Mann 4. Mistrzostwa Europy w snookerze EBSA do lat 21 zwycięzca Oliver Lines 5. Mistrzostwa Azji w snookerze ACBS zwycięzca: Thor Chuan Leong 6. Mistrzostwa Azji w snookerze ACBS do lat 21 zwycięzca: Thanawat Thirapongpaiboon Nominacje: 1. Australijska nominacja: Steve Mifsud Specjalna nominacja: 1. Hossein Vafaei European Tour Order of Merit: 1. Sam Baird 2. Joel Walker 3. Scott Donaldson 4. Ian Burns 5. Michael Wasley 6. Barry Pinches 7. David Grace 8. Tony Drago | EBSA Qualifying Tour Play-Offs 1. Ian Glover 2. Steven Hallworth 3. Zak Surety Asian Tour Order of Merit 1. Ju Reti 2. Liu Chuang 3. Lü Chenwei 4. Rouzi Maimaiti Q School 1. Craig Steadman 2. Chris Melling 3. Zhang Anda 4. Tian Pengfei 5. Liam Highfield 6. Michael Georgiou 7. Lee Walker 8. Michael Leslie |

## Kalendarz
Kalendarz najistotniejszych (w szczególności rankingowych) turniejów snookerowych w sezonie 2014/2015.

Źródła:
| Daty  | Daty  | Gospodarz  | Nazwa turnieju                    | Miejsce                       | Miasto     | Zwycięzca         | Drugie miejsce     | Wynik | Przypisy |
| ----- | ----- | ---------- | --------------------------------- | ----------------------------- | ---------- | ----------------- | ------------------ | ----- | -------- |
| 08.05 | 11.05 | Austria    | Vienna Snooker Open               | 15 Reds Köö Wien Snooker Club | Wiedeń     | Mark King         | Nigel Bond         | 5-2   | [ 13 ]   |
| 04.06 | 08.06 | Anglia     | Pink Ribbon                       | The Capital Venue             | Gloucester | Peter Lines       | Lee Walker         | 4-1   | [ 14 ]   |
| 17.06 | 21.06 | Chiny      | Asian Tour – Turniej 1            | Yixing Sports Centre          | Yixing     | Ding Junhui       | Michael Holt       | 4-2   | [ 15 ]   |
| 23.06 | 29.06 | Chiny      | Wuxi Classic                      | Wuxi City Sports Park Stadium | Wuxi       | Neil Robertson    | Joe Perry          | 10-9  | [ 16 ]   |
| 30.06 | 06.07 | Australia  | Australian Goldfields Open        | Bendigo Stadium               | Bendigo    | Judd Trump        | Neil Robertson     | 9-5   | [ 17 ]   |
| 07.08 | 10.08 | Łotwa      | European Tour – Turniej 1         | Arēna Rīga                    | Ryga       | Mark Selby        | Mark Allen         | 4-3   | [ 19 ]   |
| 20.08 | 24.08 | Niemcy     | European Tour – Turniej 2         | Stadthalle                    | Fürth      | Mark Allen        | Judd Trump         | 4-2   | [ 21 ]   |
| 01.09 | 06.09 | Tajlandia  | Six-red World Championship        | Montien Riverside Hotel       | Bangkok    | Stephen Maguire   | Ricky Walden       | 8-7   | [ 22 ]   |
| 08.09 | 14.09 | Chiny      | Shanghai Masters                  | Shanghai Grand Stage          | Szanghaj   | Stuart Bingham    | Mark Allen         | 10-3  | [ 23 ]   |
| 01.10 | 05.10 | Bułgaria   | European Tour – Turniej 3         | Universiada Hall              | Sofia      | Shaun Murphy      | Martin Gould       | 4-2   | [ 25 ]   |
| 12.10 | 18.10 | Hongkong   | General Cup                       | General Snooker Club          | Hongkong   | Allister Carter   | Shaun Murphy       | 7-6   | [ 26 ]   |
| 20.10 | 24.10 | Chiny      | Asian Tour – Turniej 2            | Haining Sports Center         | Haining    | Stuart Bingham    | Oliver Lines       | 4-0   | [ 27 ]   |
| 26.10 | 02.11 | Chiny      | International Championship        | Chengdu Eastern Music Park    | Chengdu    | Ricky Walden      | Mark Allen         | 10-7  | [ 28 ]   |
| 03.11 | 09.11 | Anglia     | Champion of Champions             | Ricoh Arena                   | Coventry   | Ronnie O’Sullivan | Judd Trump         | 10-7  | [ 29 ]   |
| 19.11 | 23.11 | Niemcy     | European Tour – Turniej 4         | RWE-Sporthalle                | Mülheim    | Shaun Murphy      | Robert Milkins     | 4-0   | [ 30 ]   |
| 25.11 | 07.12 | Anglia     | UK Championship                   | Barbican Centre               | York       | Ronnie O’Sullivan | Judd Trump         | 10-9  | [ 31 ]   |
| 11.12 | 14.12 | Portugalia | European Tour – Turniej 5         | Sports Complex Casal Vistoso  | Lizbona    | Stephen Maguire   | Matthew Selt       | 4-2   | [ 32 ]   |
| 11.01 | 18.01 | Anglia     | Masters                           | Alexandra Palace              | Londyn     | Shaun Murphy      | Neil Robertson     | 10-2  | [ 33 ]   |
| 20.01 | 24.01 | Chiny      | Asian Tour – Turniej 3            | Xuzhou Olympic Centre         | Xuzhou     | Joe Perry         | Thepchaiya Un-Nooh | 4-1   | [ 34 ]   |
| 04.02 | 08.02 | Niemcy     | German Masters                    | Tempodrom                     | Berlin     | Mark Selby        | Shaun Murphy       | 9-7   | [ 35 ]   |
| 05.01 | 12.02 | Anglia     | Championship League               | Crondon Park Golf Club        | Stock      | Stuart Bingham    | Mark Davis         | 3-2   | [ 36 ]   |
| 16.02 | 22.02 | Walia      | Welsh Open                        | Motorpoint Arena              | Cardiff    | John Higgins      | Ben Woollaston     | 9-3   | [ 37 ]   |
| 26.02 | 01.03 | Polska     | European Tour – Turniej 6         | Gdynia Sports Arena           | Gdynia     | Neil Robertson    | Mark Williams      | 4-0   | [ 38 ]   |
| 02.03 | 03.03 | Anglia     | World Seniors Championship        | Circus Arena                  | Blackpool  | Mark Williams     | Fergal O’Brien     | 2-1   | [ 39 ]   |
| 04.03 | 06.03 | Anglia     | Snooker Shoot Out                 | Circus Arena                  | Blackpool  | Michael White     | Xiao Guodong       | 1-0   | [ 39 ]   |
| 10.03 | 14.03 | Indie      | Indian Open                       | Le Meridien Hotel             | New Delhi  | Michael White     | Ricky Walden       | 5-0   | [ 40 ]   |
| 16.03 | 22.03 | Walia      | World Grand Prix                  | Venue Cymru                   | Llandudno  | Judd Trump        | Ronnie O’Sullivan  | 10-7  | [ 41 ]   |
| 24.03 | 28.03 | Tajlandia  | Players Tour Championship – Finał | Montien Riverside Hotel       | Bangkok    | Joe Perry         | Mark Williams      | 4-3   | [ 42 ]   |
| 30.03 | 05.04 | Chiny      | China Open                        | Uniwersytet Pekiński          | Pekin      | Mark Selby        | Gary Wilson        | 10-2  | [ 43 ]   |
| 18.04 | 05.05 | Anglia     | Mistrzostwa Świata                | Crucible Theatre              | Sheffield  | Stuart Bingham    | Shaun Murphy       | 18-15 | [ 44 ]   |

| Turnieje rankingowe               |
| Turnieje PTC, rankingowe          |
| Inne turnieje, nierankingowe      |
| Inne ważne turnieje nierankingowe |

## Przyznawane nagrody pieniężne w turniejach
| Nazwa turnieju             | O 148 | O 128 | O 96 | O 80   | O 64   | O 48   | O 32    | O 16    | Ćwierćfinał | Półfinał | Finalista | Zwycięzca |
| -------------------------- | ----- | ----- | ---- | ------ | ------ | ------ | ------- | ------- | ----------- | -------- | --------- | --------- |
| Wuxi Classic               | –     | £0    | –    | –      | £3 000 | –      | £6 500  | £8 000  | £12 500     | £21 000  | £35 000   | £85 000   |
| Australian Goldfields Open | –     | £0    | £83  | –      | £417   | £889   | £5 000  | £6 667  | £9 444      | £11 111  | £17 778   | £41 677   |
| Shanghai Masters           |       | £0    | £400 | –      | £1 750 | £2 500 | £6 000  | £8 000  | £12 000     | £19 500  | £35 000   | £85 000   |
| Indian Open                | –     | £0    | –    | –      | £2 000 | –      | £3 000  | £6 000  | £9 000      | £13 500  | £25 000   | £50 000   |
| International Championship | –     | £0    | –    | –      | £3 000 | –      | £7 000  | £12 000 | £17 500     | £30 000  | £65 000   | £125 000  |
| UK Championship            | –     | £0    | –    | –      | £3 000 | –      | £9 000  | £12 000 | £20 000     | £30 000  | £70 000   | £150 000  |
| German Masters             | –     | £0    | –    | –      | £1 250 | –      | £2 500  | £4 167  | £8 333      | £16 667  | £29 167   | £66 667   |
| Welsh Open                 | –     | £0    | –    | –      | £1 500 | –      | £2 500  | £5 000  | £10 000     | £20 000  | £30 000   | £60 000   |
| China Open                 | –     | £0    | –    | –      | £3 000 | –      | £6 500  | £8 000  | £12 500     | £21 000  | £35 000   | £85 000   |
| European Tour 1-6          | –     | £0    | –    | –      | £583   | –      | £1 000  | £1 917  | £3 333      | £5 000   | £10 000   | £20 083   |
| Asian Tour 1-3             | –     | £0    | –    | –      | £200   | –      | £600    | £1 000  | £1 500      | £2 500   | £5 000    | £10 000   |
| PTC - Finał                | –     | –     | –    | –      | –      | –      | £4 000  | £7 000  | £12 500     | £20 000  | £38 000   | £100 000  |
| Mistrzostwa Świata         | £0    | –     | –    | £6 000 | –      | £9,000 | £12 000 | £20 000 | £30 000     | £60 000  | £125 000  | £300 000  |